# Ledine
Ledine – wieś w Słowenii, w gminie Idrija. W 2018 roku liczyła 93 mieszkańców.